# هاغتاناك (يريفان)
هاغتاناك (الأرمينية: Հաղթանակ، أيضا، أختانك، وتشورورت جيوخ) هو حي في مقاطعة يريفان في أرمينيا.